# Emília Corrêa
Emília Corrêa Santos Bezerra (Lagarto, 28 de julho de 1962) é uma política e advogada brasileira, filiada ao Partido Liberal (PL). É a atual prefeita de Aracaju, capital de Sergipe.

## Desempenho eleitoral
| Ano  | Eleição              | Cargo            | Partido                                    | Partido | Coligação                                                                                  | Vice                        | Votos para Emília | Votos para Emília | Votos para Emília | Votos para Emília | Resultado     | Ref         |
| Ano  | Eleição              | Cargo            | Partido                                    | Partido | Coligação                                                                                  | Vice                        | T.                | Total             | %                 | P.                | Resultado     | Ref         |
| ---- | -------------------- | ---------------- | ------------------------------------------ | ------- | ------------------------------------------------------------------------------------------ | --------------------------- | ----------------- | ----------------- | ----------------- | ----------------- | ------------- | ----------- |
| 2012 | Municipal de Aracaju | Vereadora        |                                            | DEM     | Aracaju não pode esperar (DEM, PSDB, PR, PSC, PMN, PP, PTB, PPL, PRTB, PRP, PTC, PSL, PTN) | —                           | 1°                | 3.952             | 1,29%             | 17ª               | Suplente      | [ 5 ]       |
| 2016 | Municipal de Aracaju | Vereadora        |                                            | PEN     | Aracaju Em Boas Mãos (DEM, PSDB, PPS, PV, PHS, PEN)                                        | —                           | 1°                | 3.652             | 1,32%             | 14ª               | Eleita        | [ 6 ]       |
| 2018 | Estaduais em Sergipe | Deputada Federal |                                            | PATRI   | Uma Nova História Para Sergipe (PMN, PATRI)                                                | —                           | 1°                | 52.921            | 5,30%             | 46ª               | Não Eleita    | [ 7 ] [ 8 ] |
| 2020 | Municipal de Aracaju | Vereadora        | Frente Conservadora (PTB, PSL, PATRI, PMN) | PATRI   | —                                                                                          | 1°                          | 5.025             | 1,85%             | 2ª                | Eleita            | [ 9 ]         |             |
| 2024 | Municipal de Aracaju | Prefeita         |                                            | PL      | Por Uma Nova Aracaju (PL, Fed.PSDB Cidadania, Agir)                                        | Ricardo Marques (Cidadania) | 1°                | 126.365           | 41,62%            | 1ª                | Segundo Turno | [ 10 ]      |
| 2024 | Municipal de Aracaju | Prefeita         | 2°                                         | PL      | Por Uma Nova Aracaju (PL, Fed.PSDB Cidadania, Agir)                                        | Ricardo Marques (Cidadania) | 165.924           | 57,46%            | 1ª                | Eleita            | [ 11 ]        |             |